# Resolution 150 des UN-Sicherheitsrates
Die Resolution 150 des UN-Sicherheitsrates ist eine Resolution, die der Sicherheitsrat der Vereinten Nationen in der 891. Sitzung am 23. August 1960 einstimmig beschloss. Sie beschäftigte sich mit der Aufnahme der Elfenbeinküste als neues Mitglied in die Vereinten Nationen.

## Hintergrund
Die Föderation der französischen Besitzungen in Westafrika, Französisch-Westafrika, war 1958 in Auflösung begriffen. Bis 1959 präsentierte sich Félix Houphouët-Boigny als eindeutiger Gegner der Lösung der Elfenbeinküste von Frankreich. Der französische Präsident Charles de Gaulle selbst legte jedoch den französischen Kolonien die Unabhängigkeit bei Beibehaltung einer lockeren Bindung an Frankreich nahe. Kurz darauf wurden entsprechende Dokumente mit Frankreich unterzeichnet und am 7. August 1960 die Unabhängigkeit unter dem Namen Republik „Côte d’Ivoire“ ausgerufen.

## Inhalt
Der Sicherheitsrat gab bekannt, dass er die Aufnahme der Elfenbeinküste als neues Mitglied der Vereinten Nationen geprüft hat und empfahl der UN-Generalversammlung dieser zuzustimmen.

## Beitritt
Die Elfenbeinküste trat den Vereinten Nationen am 20. September 1960 bei.